# Pachycondyla analis
La formica Matabele (Pachycondyla analis (Latreille, 1802) è una formica della sottofamiglia Ponerinae.

## Descrizione

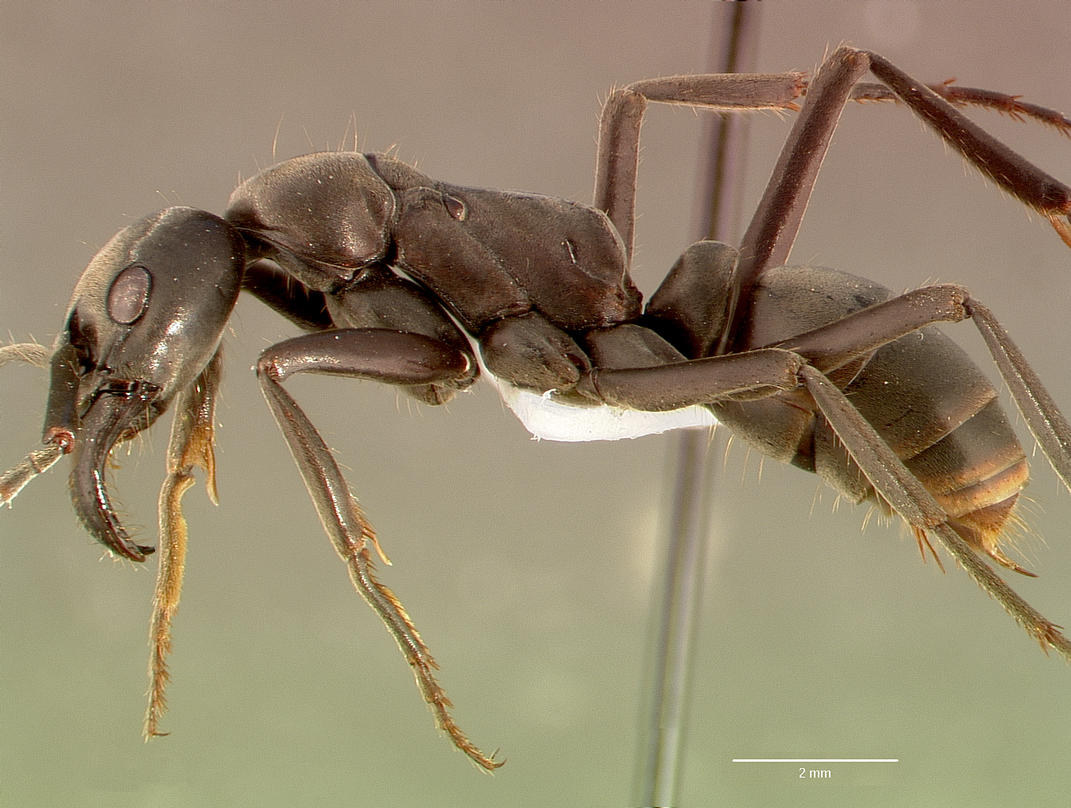
Visione laterale
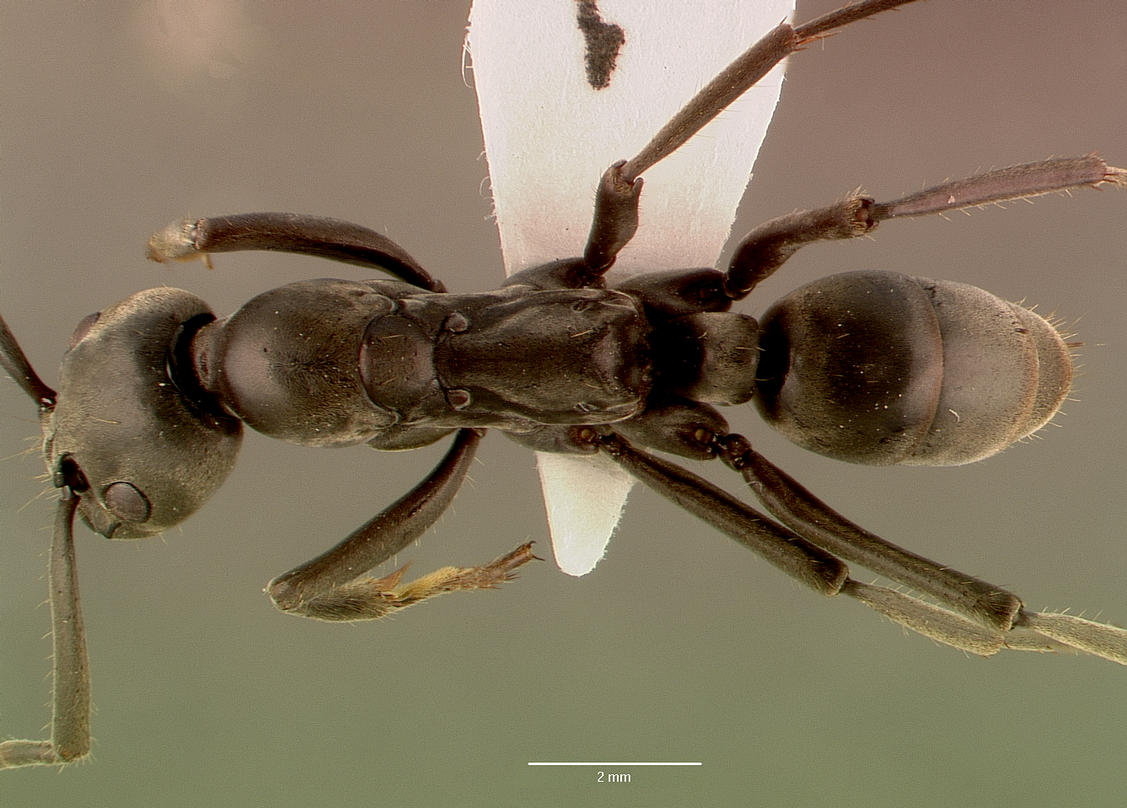
Visione dorsale
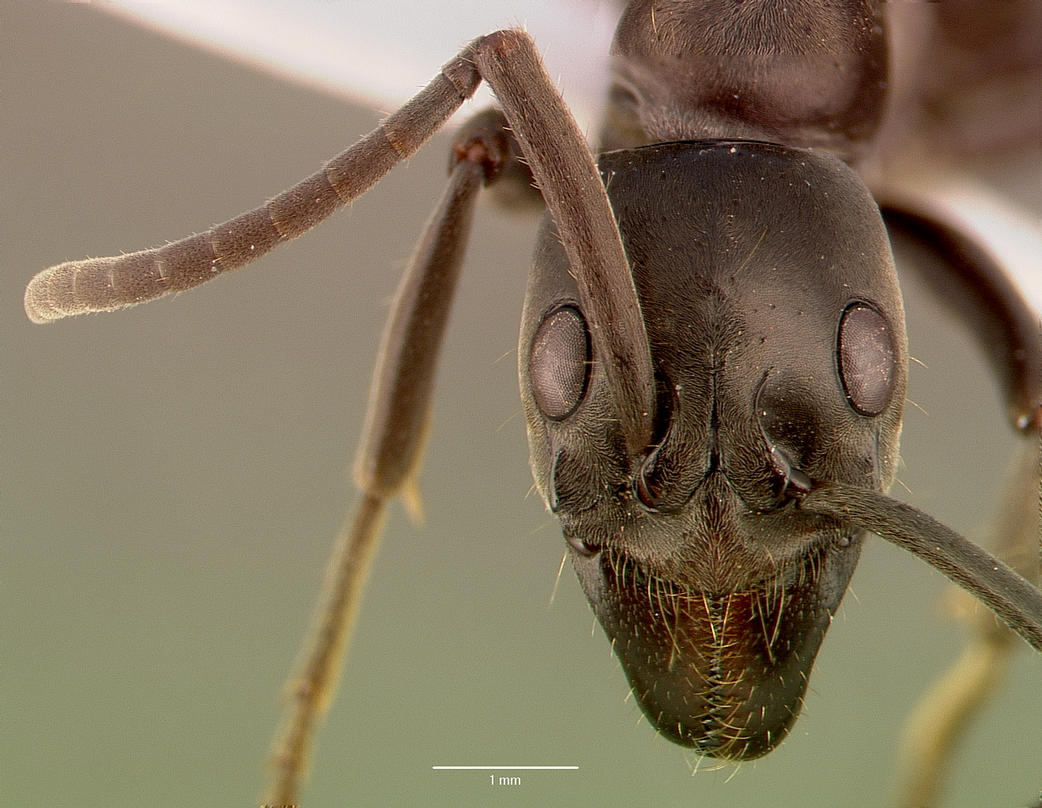
Testa

## Biologia
Si nutre esclusivamente di termiti che cattura durante incursioni della durata di circa un'ora.

## Distribuzione e habitat
La specie è presente in vari stati africani (Camerun, Costa d'Avorio, Eritrea, Etiopia, Ghana, Guinea, Kenya, Malawi, Mozambico, Repubblica Centrafricana, Senegal, Sierra Leone, Sudafrica, Tanzania, Uganda, Zambia e Zimbabwe).

## Tassonomia
Sono presenti 5 sottospecie:
- Pachycondyla analis amazon Santschi, 1935
- Pachycondyla analis crassicornis Gerstäcker, 1859
- Pachycondyla analis rapax Santschi, 1914
- Pachycondyla analis subpilosa Santschi, 1937
- Pachycondyla analis termitivora Santschi, 1930